# مهارة المروحة
مهارة المروحة (بالإنجليزية: Step over)‏ أو مهارة المقص (بالإنجليزية: Scissors)‏ هي حركة مراوغة، أو خدعة، في كرة القدم، تُستخدم لخداع لاعب دفاعي ليعتقد أن اللاعب المهاجم، الذي يمتلك الكرة، سيتحرك في اتجاه لا ينوي التحرك فيه.

## وصلات خارجية
- BBC Sport | Football | Skills | The Step over